# Mizdah
Mizdah was een gemeente (Shabiyah) in Libië.
Mizdah telde in 2006 41.476 inwoners op een oppervlakte van 72.180 km².